# قاسم‌آباد، پنجاب
قاسم‌آباد (به انگلیسی: Qasimabad) یک منطقهٔ مسکونی در پاکستان است که در پنجاب واقع شده‌است. قاسم‌آباد ۱۵۶ متر بالاتر از سطح دریا واقع شده‌است.